# 21581 Ernestoruiz
21581 Ernestoruiz este un asteroid din centura principală de asteroizi.

## Descriere
21581 Ernestoruiz este un asteroid din centura principală de asteroizi. A fost descoperit pe 17 septembrie 1998 la Stația Anderson Mesa în cadrul programului LONEOS. Asteroidul prezintă o orbită caracterizată de o semiaxă mare de 3,02 ua, o excentricitate de 0,05 și o înclinație de 9,7° în raport cu ecliptica.